# Leichtathletik-Europameisterschaften 1994/Kugelstoßen der Männer

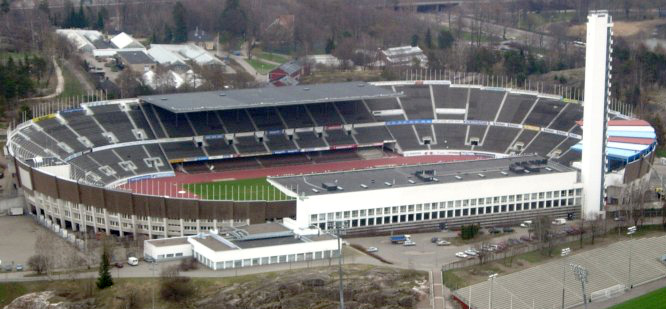
Das Olympiastadion von Helsinki im Jahr 2005

Das Kugelstoßen der Männer bei den Leichtathletik-Europameisterschaften 1994 wurde am 12. und 13. August 1994 im Olympiastadion der finnischen Hauptstadt Helsinki ausgetragen.
In diesem Wettbewerb durften die ukrainischen Kugelstoßer einen Dreifacherfolg feiern. Europameister wurde der WM-Dritte von 1991 Oleksandr Klymenko. Er gewann vor Oleksandr Bahatsch, der 1993 WM-Bronze gewonnen hatte. Den dritten Rang belegte Roman Wirastjuk.

## Bestehende Rekorde
| Weltrekord           | 23,12 m | Randy Barnes   | Los Angeles, USA             | 20. Mai 1990    |
| Europarekord         | 23,06 m | Ulf Timmermann | Chania – Kreta, Griechenland | 22. Mai 1988    |
| Meisterschaftsrekord | 22,22 m | Werner Günthör | EM Stuttgart, Deutschland    | 28. August 1986 |

Der bestehende EM-Rekord wurde bei diesen Europameisterschaften nicht erreicht. Die größte Weite erzielte der ukrainische Europameister Oleksandr Klymenko im Finale mit 20,78 m in seinem zweiten Versuch, womit er 1,44 m unter dem Rekord blieb. Zum Europarekord fehlten ihm 2,28 m, zum Weltrekord 2,34 m.

## Legende
Kurze Übersicht zur Bedeutung der Symbolik – so üblicherweise auch in sonstigen Veröffentlichungen verwendet:
| NM  | keine Weite (no mark) |
| ogV | ohne gültigen Versuch |
| –   | ausgelassen           |
| x   | ungültig              |

## Qualifikation
12. August 1994
25 Wettbewerber traten in zwei Gruppen zur Qualifikationsrunde an. Kein Kugelstoßer übertraf die Qualifikationsweite für den direkten Finaleinzug von 19,80 m. Das mindestens aus zwölf Teilnehmern bestehende Finalfeld rekrutierte sich somit aus den zwölf bestplatzierten Sportlern (hellgrün unterlegt) aus beiden Gruppen. So reichten für die Finalteilnahme schließlich 18,64 m.

### Gruppe A

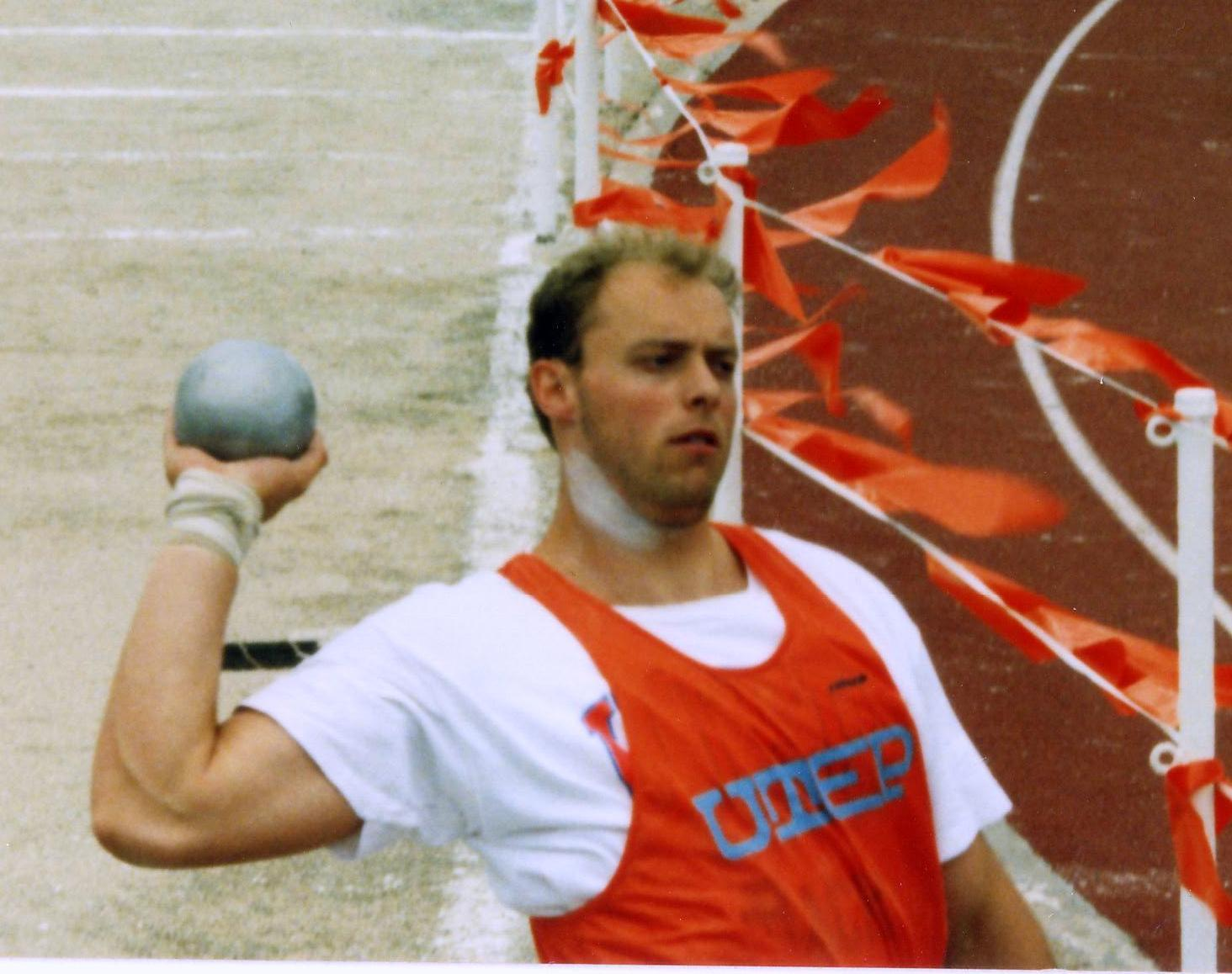
Kjell Ove Hauge schied als Zehnter seiner Qualifikationsgruppe aus

| Platz | Name                 | Nation         | Weite (m) |
| ----- | -------------------- | -------------- | --------- |
| 1     | Dragan Perić         | BR Jugoslawien | 19,64     |
| 2     | Oleksandr Klymenko   | Ukraine        | 19,45     |
| 3     | Mika Halvari         | Finnland       | 19,29     |
| 4     | Saulius Kleiza       | Litauen        | 18,77     |
| 5     | Thorsten Herbrand    | Deutschland    | 18,65     |
| 6     | Corrado Fantini      | Italien        | 18,64     |
| 7     | Paul Edwards         | Großbritannien | 18,54     |
| 8     | Henrik Wennberg      | Schweden       | 18,52     |
| 9     | Oliver-Sven Buder    | Deutschland    | 18,41     |
| 10    | Kjell Ove Hauge      | Norwegen       | 18,23     |
| 11    | Ants Kiisa           | Estland        | 17,01     |
| NM    | Sergei Nikolajew     | Russland       | ogV       |
| NM    | Dsmitryj Hantscharuk | Belarus        | ogV       |

### Gruppe B
| Platz | Name               | Nation      | Weite (m) |
| ----- | ------------------ | ----------- | --------- |
| 1     | Pétur Guðmundsson  | Island      | 19,69     |
| 2     | Oleksandr Bahatsch | Ukraine     | 19,65     |
| 3     | Roman Wirastjuk    | Ukraine     | 19,25     |
| 4     | Paolo Dal Soglio   | Italien     | 19,23     |
| 5     | Markus Koistinen   | Finnland    | 18,95     |
| 6     | Roar Hoff          | Norwegen    | 18,69     |
| 7     | Manuel Martínez    | Spanien     | 18,53     |
| 8     | Jonny Reinhardt    | Deutschland | 18,33     |
| 9     | Jenõ Kóczián       | Ungarn      | 18,20     |
| 10    | Kent Larsson       | Schweden    | 18,19     |
| 11    | Sören Tallhem      | Schweden    | 18,07     |
| 12    | Antero Paljakka    | Finnland    | 18,00     |

## Finale

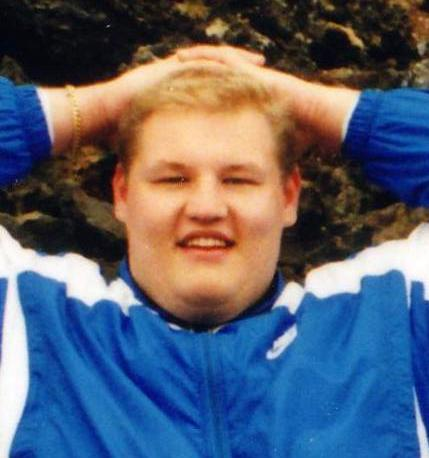
Mika Halvari erreichte Platz vier

13. August 1994
| Platz | Name               | Nation         | Weite (m) | Versuchsserie der Medaillengewinner (m) | Versuchsserie der Medaillengewinner (m) | Versuchsserie der Medaillengewinner (m) | Versuchsserie der Medaillengewinner (m) | Versuchsserie der Medaillengewinner (m) | Versuchsserie der Medaillengewinner (m) |
| Platz | Name               | Nation         | Weite (m) | 1. Versuch                              | 2. Versuch                              | 3. Versuch                              | 4. Versuch                              | 5. Versuch                              | 6. Versuch                              |
| ----- | ------------------ | -------------- | --------- | --------------------------------------- | --------------------------------------- | --------------------------------------- | --------------------------------------- | --------------------------------------- | --------------------------------------- |
| 1     | Oleksandr Klymenko | Ukraine        | 20,78     | 20,54                                   | 20,78                                   | x                                       | x                                       | x                                       | –                                       |
| 2     | Oleksandr Bahatsch | Ukraine        | 20,34     | 19,72                                   | 20,34                                   | x                                       | 19,62                                   | 20,20                                   | 19,95                                   |
| 3     | Roman Wirastjuk    | Ukraine        | 19,59     | 18,70                                   | 19,45                                   | 19,40                                   | 19,59                                   | x                                       | x                                       |
| 4     | Mika Halvari       | Finnland       | 19,52     |                                         |                                         |                                         |                                         |                                         |                                         |
| 5     | Markus Koistinen   | Finnland       | 19,51     |                                         |                                         |                                         |                                         |                                         |                                         |
| 6     | Dragan Perić       | BR Jugoslawien | 19,40     |                                         |                                         |                                         |                                         |                                         |                                         |
| 7     | Pétur Guðmundsson  | Island         | 19,34     |                                         |                                         |                                         |                                         |                                         |                                         |
| 8     | Paolo Dal Soglio   | Italien        | 19,15     |                                         |                                         |                                         |                                         |                                         |                                         |
| 9     | Thorsten Herbrand  | Deutschland    | 19,10     |                                         |                                         |                                         |                                         |                                         |                                         |
| 10    | Saulius Kleiza     | Litauen        | 18,80     |                                         |                                         |                                         |                                         |                                         |                                         |
| 11    | Corrado Fantini    | Italien        | 18,30     |                                         |                                         |                                         |                                         |                                         |                                         |
| 12    | Roar Hoff          | Norwegen       | 18,15     |                                         |                                         |                                         |                                         |                                         |                                         |

## Videolinks
- Oleksandr Klimenko Shot Put 20.78 meters EUROPEAN CHAMPIONSHIPS 1994, www.youtube.com, abgerufen am 2. Januar 2023
- 5110 European Track & Field Shot Put Men Aleksandr Bagach, www.youtube.com, abgerufen am 2. Januar 2023
- 5111 European Track & Field Shot Put Men Roman Virastyuk, www.youtube.com, abgerufen am 2. Januar 2023